# Barbara Shelley
Barbara Shelley (Harrow, 13 februari 1932 – Londen, 4 januari 2021) was een Britse actrice die vooral actief was vanaf het midden van de jaren vijftig tot het einde van de jaren zestig. Ze werd vooral bekend door haar rollen in horrorfilms en werd beschouwd als een scream queen avant la lettre.

## Leven en werk

### Film
Shelley verscheen in een dertigtal films, waarvan er acht behoorden tot het horrorgenre, al dan niet doorspekt met sciencefiction- of misdaadingrediënten. Ze draaide eveneens enkele thrillers, misdaadfilms, oorlogsfilms, komedies en drama's. Ze werkte mee aan acht films (waarvan  vijf horrorfilms) voor Hammer Film Productions, een Britse filmproductiemaatschappij die zich specialiseerde in gothic horrorfilms.

#### Debuut
In 1951 begon Shelley modellenwerk te doen wat twee jaar later leidde tot haar eerste (kleine) filmrol: ze speelde een commentatrice van een modeshow in Mantrap, een whodunit van Terence Fisher.  

#### Bijrolletjes in Italiaanse films
Op vakantie in Rome in 1953 ontmoette Shelley de Italiaanse acteur Walter Chiari. Ze bleef er vier jaar en wist kleine bijrollen te krijgen in negen (Italiaanse) films waarvan de komische historische film Mio figlio Nerone (Steno, 1957) de meest vermeldenswaardige was.

#### Horrorfilms
In 1957 keerde Shelley terug naar Engeland. Ze kreeg de titelrol  in de horrorfilm Cat Girl (1957) waardoor ze bij een breder publiek bekend werd. Het jaar daarop verscheen ze in haar eerste vampierenfilm: Blood of the Vampire. In de horrorklassieker Village of the Damned (1960) vertolkte ze de moeder van een van de superbegaafde, kwaadaardige en over telepathische krachten beschikkende kinderen die een dorp in hun greep houden.
Met horrorgrootmeester Fisher werkte Shelley een tweede keer samen in The Gorgon (1964). In deze monsterfilm werd ze geflankeerd door horrorfilmiconen Christopher Lee en Peter Cushing, de twee grootste mannelijke sterren van Hammer. Samen hebben ze af te rekenen met een Gorgoon.  
Haar meest opgemerkte acteerprestatie leverde Shelley opnieuw aan de zijde van Christopher Lee in het succesrijke Dracula: Prince of Darkness (1966), haar derde samenwerking met Terence Fisher. Ze gaf gestalte aan een preutse jonge vrouw die onder invloed van Dracula (Lee) transformeert tot een uitgehongerde bloedzuiger. 
Shelley kruiste een derde keer het pad van Christopher Lee in Rasputin, the Mad Monk (1966) waarin ze een hofdame vertolkte van tsarina Alexandra Fjodorovna die door Grigori Raspoetin (Lee) seksueel wordt misbruikt en gemanipuleerd om de tsarina te kunnen benaderen. Quatermass and the Pit, het sluitstuk van een sciencefiction-horrortrilogie, was haar laatste horrorfilm. Ze was er de assistente van een paleontoloog

### Televisie en toneel
Shelley werkte mee aan films en miniseries. Daarnaast was ze te zien in een of meerdere episodes van langlopende reeksen als The Saint, The Man from U.N.C.L.E., De Wrekers (The Avengers), Z-Cars en EastEnders.
Ze was lid van de Royal Shakespeare Company van 1975 tot 1977.
In 1988 stopte Shelley met acteren. Vanaf dan hield ze zich bezig met binnenhuisdecoratie.

### Privéleven
Shelley was ongehuwd.
Ze overleed begin 2021 in Londen op 88-jarige leeftijd aan de gevolgen van COVID-19. haar as werd uitgestrooid in de Rose Garden nabij het Hyde Park.

## Filmografie

### Film (ruime selectie)
- 1953 - Mantrap (Terence Fisher)
- 1956 - Totò, Peppino e i fuorilegge (Camillo Mastrocinque)
- 1956 - Suprema confessione (Sergio Corbucci)
- 1956 - Mio figlio Nerone (Steno)
- 1957 - Cat Girl (Alfred Shaughnessy)
- 1957 - The End of the Line (Charles Saunders)
- 1958 - The Camp on Blood Island (Val Guest)
- 1958 - Blood of the Vampire (Henry Cass)
- 1958 - Murder at Site 3 (Francis Searle)
- 1959 - Bobbikins (Robert Day)
- 1960 - Village of the Damned (Wolf Rilla)
- 1961 - The Shadow of the Cat (John Gilling)
- 1962 - Death Trap (John Llewellyn Moxey) (middellange film)
- 1962 - Postman's Knock (Robert Lynn)
- 1963 - Blind Corner (Lance Comfort)
- 1963 - Stranglehold (Lawrence Huntington)
- 1964 - The Secret of Blood Island (Quentin Lawrence)
- 1964 - The Gorgon (Terence Fisher)
- 1966 - Dracula: Prince of Darkness (Terence Fisher)
- 1966 - Rasputin, the Mad Monk (Don Sharp)
- 1967 - Quatermass and the Pit (Roy Ward Baker)
- 1974 - Ghost Story (Stephen Weeks)

### Televisie (selectie)
- 1961 - A Story of David (film)
- 1969 - The Spy Killer (Roy Ward Baker) (film)
- 1978 - The Comedy of Errors (film)
- 1979 - Prince Regent (miniserie)
- 1980 - Pride and Prejudice (miniserie)
- 1981 - The Borgias (miniserie)
- 1987 - The Dark Angel (miniserieserie)
- 1988 - Maigret (film)

- Bibsys: 14019164
- Bibliothèque nationale de France: cb14043977b (data)
- Gemeinsame Normdatei: 142532894
- International Standard Name Identifier: 0000 0000 6309 3655
- Library of Congress Control Number: n93095762
- Nationale Bibliotheek van Tsjechië: xx0187064
- Système universitaire de documentation: 110820630
- Virtual International Authority File: 27267976
- WorldCat: E39PBJcwxdtrtkMfmmrD73BMfq